# Geirangerfjord
Le Geirangerfjord (Geirangerfjorden) ou fjord de Geiranger est un fjord dépendant de la municipalité de Stranda au sud du comté de Møre og Romsdal en Norvège. Il s'agit d'une extension du lac Storfjord sur une quinzaine de kilomètres, au fond de laquelle se trouve le village de Geiranger.

## Description
Le fjord est l'une des principales attractions touristiques du pays, et il est accessible par les bateaux de haute mer, y compris de gros paquebots de croisière.
L'express côtier (Hurtigruten) y fait un détour quotidiennement lors de ses voyages sud-nord entre les escales d'Ålesund et de Molde lors du service d'été.
Il est inscrit avec le Nærøyfjord sur la liste du patrimoine mondial de l'UNESCO depuis 2005 dans la catégorie des fjords de l'Ouest de la Norvège.

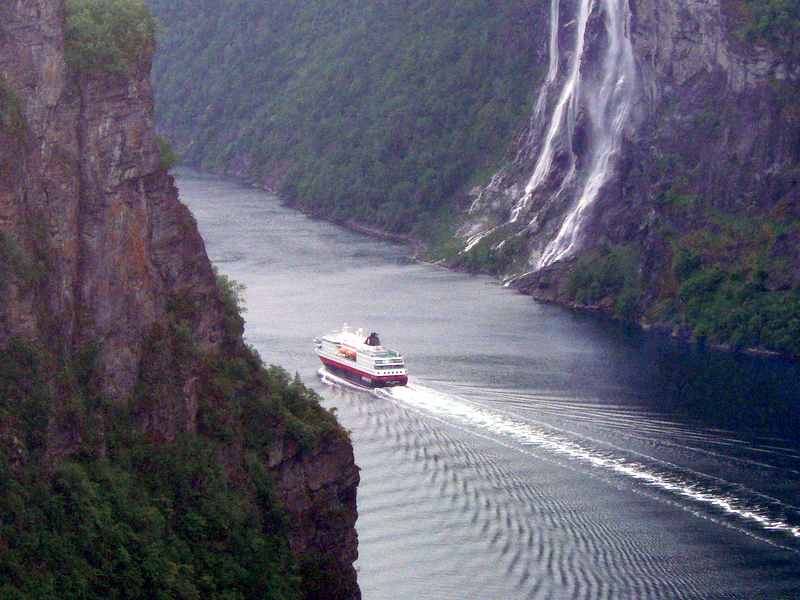
MS Kong Harald d'Hurtigruten dans le Geirangerfjord
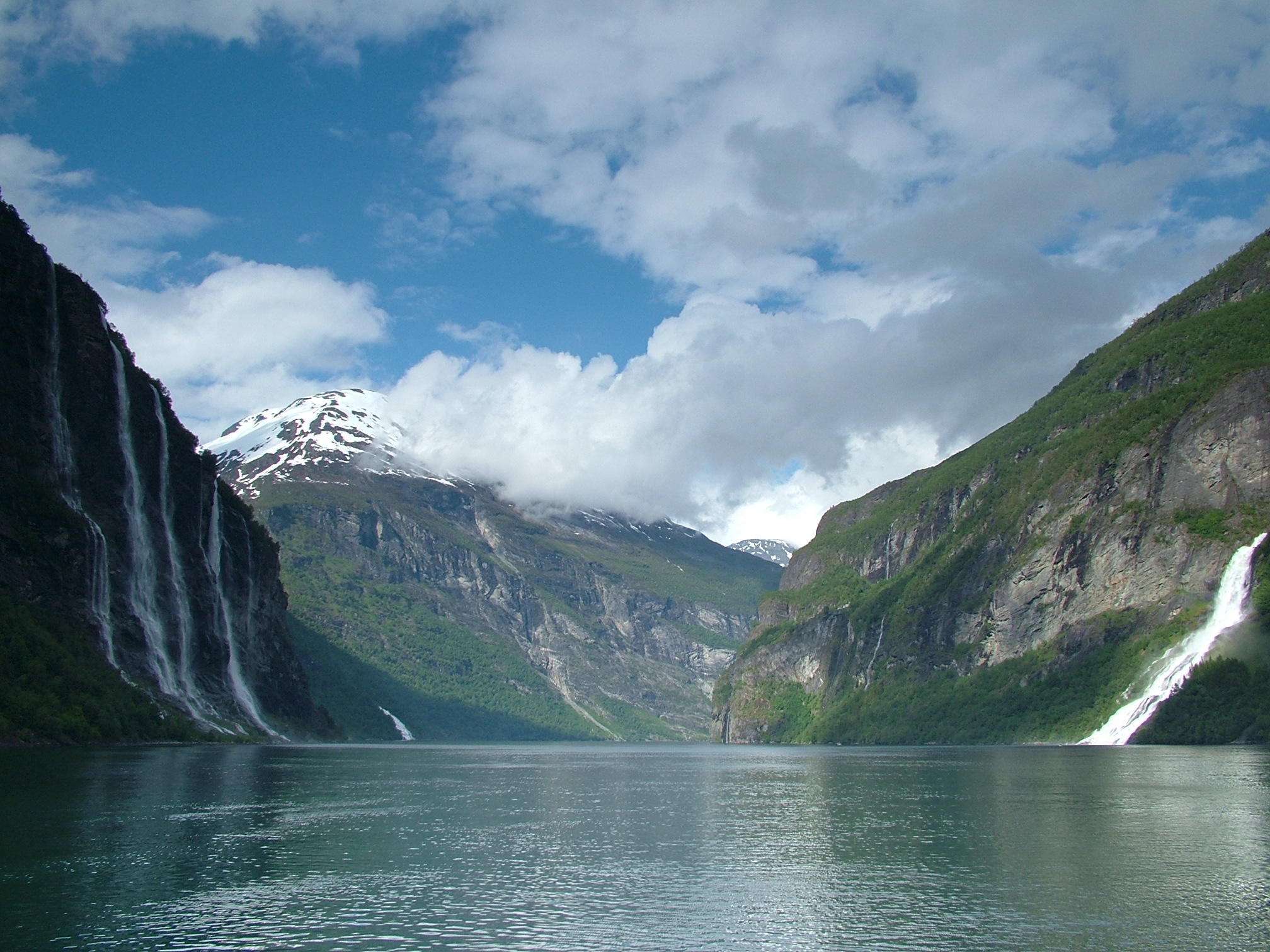
Cascades des Sept Sœurs (à gauche) et de Wooer (à droite) sur les flancs des montagnes encadrant le Geirangerfjord.
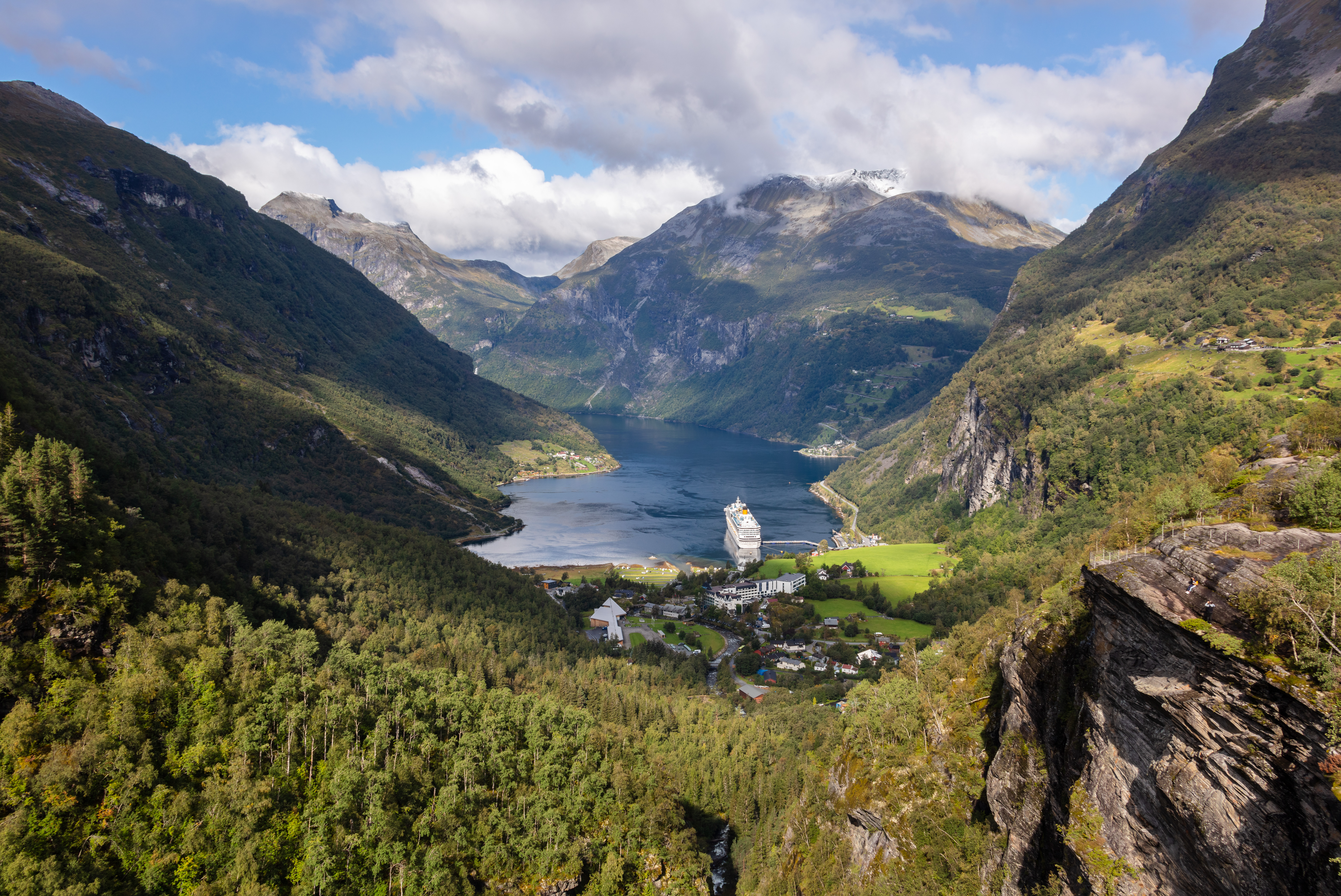
Vue de l'extrémité du Geirangerfjord, avec un bateau de croisière amarré.